# NSG Unstruttal zwischen Nägelstedt und Großvargula
NSG Unstruttal zwischen Nägelstedt und Großvargula este o arie protejată (arie specială de conservare — SAC, sit de importanță comunitară — SCI) din Germania întinsă pe o suprafață de 201 ha, integral pe uscat.

## Localizare
Centrul sitului NSG Unstruttal zwischen Nägelstedt und Großvargula este situat la coordonatele 51°06′44″N 10°44′54″E / 51.1122°N 10.7483°E.

## Înființare
Situl NSG Unstruttal zwischen Nägelstedt und Großvargula a fost declarat sit de importanță comunitară în septembrie 2000 pentru a proteja 10 specii de animale. Situl a fost protejat și ca arie specială de conservare în iulie 2008.

## Biodiversitate
Situată în ecoregiunea continentală, aria protejată conține 12 habitate naturale: Lacuri eutrofice naturale cu vegetație de tip Magnopotamion sau Hydrocharition, Cursuri de apă de la nivel de câmpie la nivel montan, cu vegetație Ranunculion fluitantis și Callitricho-Batrachion, Pajiști uscate seminaturale și facies de acoperire cu tufișuri pe substraturi calcaroase (Festuco-Brometalia) (* situri importante pentru orhidee), Pajiști stepice subpanonice, Liziere de ierburi înalte hidrofile de câmpie și de nivel montan până la alpin, Fânețe de joasă altitudine (Alopecurus pratensis, Sanguisorba officinalis), Izvoare petrifiante cu formare de travertin (Cratoneurion), Mlaștini alcaline, Pante stâncoase calcaroase cu vegetație casmofită, Păduri de fag Asperulo-Fagetum, Păduri de stejar și carpen Galio-Carpinetum, Păduri aluvionare cu Alnus glutinosa și Fraxinus excelsior (Alno-Padion, Alnion incanae, Salicion albae).
La baza desemnării sitului se află mai multe specii protejate:
- păsări (8): pescăruș albastru (Alcedo atthis), barză albă (Ciconia ciconia ciconia), presură sură (Emberiza calandra), capîntortură (Jynx torquilla), gaia neagră (Milvus migrans), gaia roșie (Milvus milvus), mărăcinar (Saxicola rubetra), silvie porumbacă (Sylvia nisoria)
- mamifere (1): liliac cârn (Barbastella barbastellus)
- nevertebrate (1): Vertigo angustior

Pe lângă speciile protejate, pe teritoriul sitului au mai fost identificate 16 specii de plante, 3 specii de amfibieni, 95 de specii de nevertebrate, 1 specie de pești, 1 specie de reptile.